# 安陰西門氏
安陰西門氏（アヌムソムンし、朝鮮語: 안음서문씨）は、朝鮮の氏族の一つ。本貫は慶尚南道咸陽郡である。2015年の調査では、1,934人である。

## 起源
西門氏は、中国の梁に起源を持つ姓氏であり、春秋戦国時代に鄭で士大夫が住んでいた地名に起源を持つ。

## 始祖
安陰西門氏の始祖は、元朝の河南省出身の進士、西門記である。西門記は、1351年に魯国公主が恭愍王に降嫁される時に、媵臣（嫁にいく女の付き人）として高麗に入国、安陰君に封ぜられ、西門記の子孫が安陰を本貫にして安陰西門氏を創始した。

## 本貫
安陰は現在の慶尚南道咸陽郡と居昌郡の一部である。新羅時代は南内県であり、757年に余善と改称し、居昌郡の管轄になり、940年に感陰に変り、1018年に陜州総管となった。 1390年感陰県に監務が派遣され、利安県を隷属させた。 1417年に、行政官庁が利安県に移転し、安陰県となった。 「世宗実録地理志」に感陰の姓として孔・黄・西門・徐が記録されている。
1728年に安陰県を安義県に改称した。 1895年に安義郡となったが、1914年の安義郡が廃止され、安義面など4つの面は咸陽郡へ、馬利面など3つの面は、居昌郡にそれぞれ編入された。

## 人物
- 西門尊：始祖西門記の息子。朝鮮で府使を務めた。
- 西門師：西門尊の息子。朝鮮で正郎を務めた。
- 西門湜：朝鮮で郡守を務めた。

## 過去及第者
武科
- 西門浻：1610年生1636年別試武科丙科。居住地錦山郡。父は幼学西門建。

生員試
- 西門墠：1623年生1660年生員試3等。居住地錦山郡。父幼学西門煜。兄は西門塾。弟は西門坦・西門垓・西門堜。

## 集姓村
- 全羅北道長水郡渓南面砧谷里
- 全羅北道長水郡長渓面務農里
- 忠清南道錦山郡南一面上洞里[4]

## 人口
- 2000年1,861人
- 2015年1,934人[1]